# Baptisten in Frankreich
Die Geschichte der Baptisten in Frankreich reicht in das erste Drittel des 19. Jahrhunderts zurück. Heute sind die meisten lokalen Baptistengemeinden in der Föderation der evangelischen Baptistenkirchen Frankreichs (Fédération des Églises Évangéliques Baptistes de France – FEEBF) organisiert. Daneben existiert ein kleinerer Bund, die Evangelischen Baptistengemeinden französischer Sprache, sowie auch eine Anzahl freier Baptistengemeinschaften.

## Geschichte

Baptistische Taufe in Paris (Ende des 19. Jahrhunderts)

Die erste französische Baptistenkirche wurde 1820 in Nomain im Département Nord errichtet. Dem Bau vorausgegangen war eine durch den schweizerischen Evangelisten Henri Pyt (1796–1835) initiierte Erweckungsbewegung. Sie führte unter anderem dazu, dass mehrere Einwohner Nomains den Evangelisten um die Gläubigentaufe baten. Unter denen, die 1819 von Pyt in einem Zufluss der Scarpe getauft wurden und die erste französische Baptistengemeinde bildeten, waren die Männer Jean-Baptiste Ladam (1789–1846), Alexis Montel, Ferdinand und Louis Caulier sowie Jean-Michel Wauquier. Ladam wirkte als Kolporteur und wurde wegen seiner evangelistischen Aktivitäten 1823 erstmals inhaftiert. Der Landwirt Louis Caulier wurde zum ersten Pastor der Gemeinde berufen. Die Bewegung breitete sich langsam in den Departements Nord, Aisne und Oise aus. 
Im Jahre 1834 hielt der Baptismus auch in der Bretagne Einzug, nachdem sich der walisische Pastor John Jenkins als Gemeindegründer in Morlaix niedergelassen hatte. 1836 begannen die Baptisten, überörtliche Strukturen zu entwickeln. In Douai wurde eine Ausbildungsstätte für Pastoren gegründet. Ein erstes gemeinsames Glaubensbekenntnis entstand ebenfalls in diesem Zeitraum. Ab 1852 begann für die französischen Baptisten eine Zeit der Verfolgung. Sowohl das soziale Umfeld als die etablierten Kirchen reagierten auf die freikirchlichen Gemeindegründungen mit schroffer Ablehnung und Schikane. Dennoch kam es zu einem weiteren Wachstumsschub. Zwischen 1875 und 1900 entstanden zirka 30 weitere Gemeinden in Belgien, Frankreich sowie in der französischsprachigen Schweiz.
Im Jahre 1911 schlossen sich 10 Gemeinden zum Verband der evangelischen Baptistenkirchen Nordfrankreichs (Fédération des Églises Évangéliques Baptistes du Nord de la France) zusammen. Im Jahre 1913 waren 15 Pastoren in Dienst und betreuten 883 getaufte Mitglieder, die sich auf 28 Gemeinden verteilten. Der Erste Weltkrieg, dessen Auswirkungen in Nordfrankreich verheerend waren, verringerte die Anzahl der Kirchen erheblich. 8 baptistische Gemeindezentren wurden zerstört. Ab 1921 weitete sich die Missionsarbeit auf ganz Frankreich aus. Theologische Unstimmigkeiten verursachten allerdings Ende der 1920er Jahre eine Teilung des Baptistenbundes mit dem Ergebnis, dass einige Ortsgemeinden eine neue Organisation gründeten, die Evangelischen Baptistengemeinden französischer Sprache (Églises Évangéliques Baptistes de langue française).
Im Jahr 1937 gründete die FEEBF die Baptistische Inlandsmission (Mission Intérieure Baptiste – M.I.B.). Durch sie wurden zwischen 1946 und 1960 20 neue Gemeinden in verschiedenen Großstädten gegründet, unter anderem in Lyon und Straßburg. Zwischen 1976 und 1984 stieg die Zahl der Gemeinden von 46 mit 2.300 Gemeindemitgliedern auf 71 mit 3.800 Gemeindemitgliedern an. Dieses Wachstum ging sowohl auf Gemeindeneugründungen als auch auf den Wiedereintritt abgetrennter Gemeinden zurück.

## Statistik und Ökumene

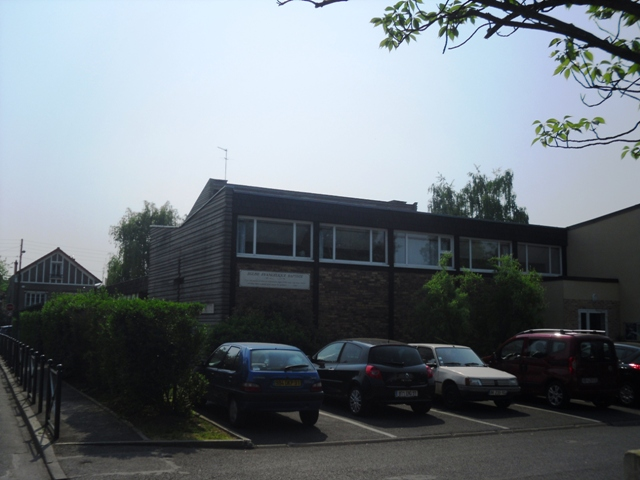
Baptistenkirche in Ris-Orangis

Im Jahre 2005 umfasste die FEEBF 127 autonome Ortsgemeinden mit rund 7000 gläubig getauften Mitgliedern und 20.000 Gottesdienstbesuchern. Zur kleineren Vereinigung der Evangelischen Baptistengemeinden französischer Sprache gehören 42 Gemeinden mit etwa 2600 Mitgliedern. Daneben existieren 62 unabhängige Baptistengemeinden mit rund 3500 Gemeindegliedern.
Nur die FEEBF gehört als nationale Vereinigung zur Europäisch-Baptistischen Föderation und zum Weltbund der Baptisten.